# Jonathan Biabiany
Jonathan Ludovic Biabiany (Parigi, 28 aprile 1988) è un calciatore francese, centrocampista o attaccante dell'Antequera.

## Biografia
Sposato con Sara da Silva, modella e imprenditrice brasiliana, ha due figlie, Kelis (nata nel 2012) e Joyce.

## Caratteristiche tecniche
Tra i calciatori più veloci del mondo, corre i 100 metri in 10"3 (manuale, quindi non ufficiale), sfiorando i 30 km/h palla al piede. Attaccante di qualità, propenso anche alla fase difensiva, predilige principalmente il ruolo di seconda punta, ma è stato schierato anche come esterno di centrocampo o ala. Talvolta, durante il suo periodo alla Sampdoria, ha giocato come attaccante puro, denotando qualche limite nel gioco spalle alla porta e negli spazi stretti.

## Carriera

### Club

#### Esordi, Inter e prestiti a Chievo e Modena
Inizia la sua carriera nelle giovanili del Le Blanc-Mesnil in Francia, vivendo e giocando in periferia, dove viene notato casualmente da Pierluigi Casiraghi, osservatore dell'Inter. Nell'ottobre 2004 viene così ingaggiato dall'Inter per 20 000 euro. Gioca due anni nella primavera nerazzurra, vincendo lo Scudetto Primavera nel 2007, anno dell'esplosione di Balotelli, suo compagno di squadra. Riesce, con Roberto Mancini, anche a ritagliarsi una presenza nel ritorno dei quarti di finale di Coppa Italia contro l'Empoli, sostituendo al 76' Luís Figo. Il 3 agosto 2007 viene ceduto in prestito al Chievo, senza però riuscire a dare il proprio contributo in campo.
Il 31 gennaio 2008 passa sempre in prestito al Modena dove riesce a mettersi in mostra rimanendo anche la stagione successiva, giocando su entrambe le fasce. In totale con la maglia dei canarini colleziona 9 reti in 55 partite ufficiali.

#### Parma
Il 25 giugno 2009 diventa un giocatore del Parma: è proprio il presidente dei ducali Ghirardi ad annunciare la conclusione della trattativa con l'Inter, per il passaggio del giocatore in prestito. Esordisce con la maglia del Parma il 4 agosto 2009 nel terzo turno di Coppa Italia contro il Novara (1-2 per gli ospiti), entrando al 72' al posto di Alessandro Lucarelli.
Il 23 agosto esordisce in Serie A giocando da titolare la prima giornata di campionato contro l'Udinese (2-2). Dopo aver disputato positivamente numerose gare all'inizio del campionato, a causa di una lesione al flessore di una coscia rimediato in occasione della gara Francia-Malta della Nazionale francese Under-21 è costretto a stare fuori dai campi da calcio per varie settimane. Ritorna titolare nella partita contro il Genoa del 6 dicembre 2009, segnando anche la sua prima doppietta in Serie A. Il 1º febbraio 2010 il Parma, nell'operazione che ha portato McDonald Mariga all'Inter, ha rilevato la metà del cartellino di Biabiany per 2,5 milioni di euro.

#### Il rientro all'Inter e il passaggio alla Sampdoria
Il presidente dell'Inter, Massimo Moratti, dichiara il 24 maggio 2010 che Biabiany rientrerà nella squadra milanese nella stagione successiva insieme al giovane Philippe Coutinho; il 25 giugno successivo viene così ufficializzato il ritorno del calciatore in maglia nerazzurra. Il 21 agosto 2010 vince, pur stando per tutti e 90 i minuti in panchina, la Supercoppa italiana nel match al Meazza contro la Roma. Il 29 settembre 2010 esordisce dal primo minuto in maglia nerazzurra. Complici le assenze per infortunio di Diego Milito e Goran Pandev, Biabiany gioca tutti i 90 minuti contro il Werder Brema, in Champions League, partita conclusa con il risultato di 4-0 per il team milanese. Segna il suo primo gol in maglia nerazzurra nella finale del Mondiale per club, vinta col punteggio di 3-0 contro i congolesi del Mazembe, contribuendo così alla vittoria del trofeo.
Il 28 gennaio 2011 passa a titolo definitivo alla Sampdoria, insieme a un conguaglio economico di 12 milioni di euro, nell'ambito dell'operazione che porta Giampaolo Pazzini all'Inter, venendo valutato 7 milioni. Fa il suo esordio con la squadra ligure il 30 gennaio, nella partita Napoli-Sampdoria (4-0). Il 15 maggio segna il suo primo gol con la maglia blucerchiata nella partita Sampdoria-Palermo (1-2), realizzando la rete del momentaneo pareggio. A fine stagione la squadra di Genova retrocede in Serie B.
Il suo rendimento a Genova è considerato deludente, soprattutto perché non riesce a convincere: spesso schierato come prima punta, segna un gol (a Palermo, 1-2) in 16 incontri di campionato ed a fine stagione la Sampdoria retrocede nella serie cadetta dopo 8 stagioni consecutive in A.

#### Il mancato passaggio al Milan e il ritorno al Parma
Il 24 giugno 2011 torna al Parma in prestito con diritto di riscatto di metà cartellino per la cifra di 3,5 milioni di euro. Segna il suo primo gol della stagione 2011-2012 nella partita interna contro l'Udinese vinta per 2-0 dai gialloblù. Si ripete anche nella sfida contro il Catania finita 3-3, nella sfida con il Siena finita 3-1 e segnando il gol decisivo nell1-0 ottenuto contro il Bologna. Il 20 giugno 2012 il Parma esercita il diritto di riscatto, rilevandone metà del cartellino dalla Sampdoria.
Dopo altre 34 partite e due gol in campionato, il 20 giugno 2013 viene rinnovata la comproprietà.
Il 20 giugno 2014 la Sampdoria comunica di aver raggiunto un'intesa con il Parma per la risoluzione dell'accordo di partecipazione relativo al calciatore. I diritti sportivi del centrocampista passano pertanto alla società crociata a titolo definitivo. Durante la fase finale del calciomercato estivo, il giocatore sembrava essere stato acquistato definitivamente dal Milan (l'ANSA aveva addirittura dato la notizia per "ufficiale" e il francese aveva effettuato la foto di rito con la maglia e la sciarpa della "nuova squadra") nell'ambito di un'operazione che avrebbe portato in Emilia Cristian Zaccardo e un conguaglio economico, ma alla fine la trattativa sfumò e i rossoneri virarono su Giacomo Bonaventura: secondo il club di via Turati, fu il rifiuto di Cristian Zaccardo a far saltare l'affare.
A settembre, in seguito alla partita giocata contro il Cesena, il ds del Parma Pietro Leonardi rivela che gli è riscontrata un'aritmia cardiaca e che dovrà abbandonare i terreni di gioco per un periodo di tempo limitato. Il 23 gennaio Biabiany annuncia sul suo profilo Twitter che il problema cardiaco è più di grave di quanto si aspettasse egli stesso e che quindi necessiterà di più tempo per il recupero, ciò nonostante precisa che la sua carriera non è a rischio. L'11 aprile seguente rescinde il contratto che lo legava alla squadra emiliana, rimanendo quindi svincolato.
Il 20 maggio supera le visite mediche necessarie per ottenere il via libera al ritorno all'attività agonistica e nel frattempo si allena per ritrovare la migliore condizione.
A inizio giugno a Boston ottiene un'ulteriore via libera nei giorni in cui si sta allenando a Interello, la struttura del settore giovanile dell'Inter.

#### Il secondo ritorno all'Inter e il prestito allo Sparta Praga
Il 10 luglio 2015, dopo essere rimasto svincolato e aver superato vari controlli per il problema al cuore, viene tesserato dall'Inter a costo zero, con cui firma un contratto di durata quadriennale.
Viene presentato alla stampa tre giorni dopo nel ritiro di Brunico non prendendo poi però parte alla tournée in Cina per rimanere ad allenarsi ad Appiano Gentile. In questa sua terza avventura in nerazzurro esordisce il 23 settembre in Inter-Verona 1-0 subentrando a Geoffrey Kondogbia al 62', venendo anche ammonito durante il recupero.
Il 22 novembre, nella partita contro il Frosinone, realizza il primo gol della sua terza avventura in maglia nerazzurra portando la sua squadra sul risultato di 1-0 e a fine partita si guadagna il titolo di migliore in campo. Nella stagione successiva rimane ai margini del progetto nerazzurro, giocando solo qualche partita di Europa League e collezionando un'unica presenza stagionale in Serie A subentrando ad Antonio Candreva nel recupero del derby.
Il 7 agosto 2017 si trasferisce in prestito oneroso con diritto di riscatto ai cechi dello Sparta Praga. Alla fine di una stagione difficile non viene riscattato e torna all'Inter.

#### Il secondo ritorno al Parma e Trapani
Il 7 agosto 2018 viene ufficializzato il suo passaggio a titolo definitivo al Parma, facendo così ritorno al club emiliano per la terza volta in carriera. Il 18 agosto successivo gioca la sua prima gara ufficiale nel 2-2 contro l'Udinese, subentrando all'80º al compagno Luca Siligardi. A fine stagione rimane svincolato. Dopo un'estate di vari interessamenti, il 9 novembre 2019 diventa un nuovo calciatore del Trapani, militante in Serie B. L'esordio con i siciliani avviene il 23 dello stesso mese nella vittoriosa trasferta in casa del Livorno (2-1). Il 1º luglio 2020, chiude la sua esperienza con i granata dopo aver raccolto 11 presenze in campionato, rimanendo svincolato dopo che non ha raggiunto l'accordo per il prolungamento del contratto fino al 31 agosto con la società siciliana.

#### L'approdo al San Fernando
Il 13 agosto 2020 sigla un contratto di due anni con il San Fernando CD, società calcistica di San Fernando, in Andalusia, in Spagna, militante in Segunda División B, la terza serie del campionato spagnolo.

### Nazionale
Tra il 2009 e il 2010 è stato convocato dal c.t. dell'Under-21 francese dove ha messo a segno 2 reti in 7 apparizioni. Contro l'Argentina di pari età nel maggio 2010 realizza la sua prima rete con la maglia dei blues. Nello stesso match fornisce 2 assist ai compagni nel 3-3 finale.

## Statistiche

### Presenze e reti nei club
Statistiche aggiornate al 3 maggio 2025.
| Stagione               | Squadra                | Campionato             | Campionato | Campionato | Coppe nazionali | Coppe nazionali | Coppe nazionali | Coppe continentali | Coppe continentali | Coppe continentali | Altre coppe | Altre coppe | Altre coppe | Totale | Totale |
| Stagione               | Squadra                | Comp                   | Pres       | Reti       | Comp            | Pres            | Reti            | Comp               | Pres               | Reti               | Comp        | Pres        | Reti        | Pres   | Reti   |
| ---------------------- | ---------------------- | ---------------------- | ---------- | ---------- | --------------- | --------------- | --------------- | ------------------ | ------------------ | ------------------ | ----------- | ----------- | ----------- | ------ | ------ |
| 2006-2007              | Inter                  | A                      | 0          | 0          | CI              | 1               | 0               | UCL                | -                  | -                  | SI          | -           | -           | 1      | 0      |
| 2007-gen. 2008         | Chievo                 | B                      | 0          | 0          | CI              | 0               | 0               | -                  | -                  | -                  | -           | -           | -           | 0      | 0      |
| gen.-giu. 2008         | Modena                 | B                      | 15         | 1          | CI              | -               | -               | -                  | -                  | -                  | -           | -           | -           | 15     | 1      |
| 2008-2009              | Modena                 | B                      | 38         | 8          | CI              | 2               | 0               | -                  | -                  | -                  | -           | -           | -           | 40     | 8      |
| Totale Modena          | Totale Modena          | Totale Modena          | 53         | 9          |                 | 2               | 0               |                    |                    |                    |             |             |             | 55     | 9      |
| 2009-2010              | Parma                  | A                      | 29         | 6          | CI              | 1               | 0               | -                  | -                  | -                  | -           | -           | -           | 30     | 6      |
| 2010-gen. 2011         | Inter                  | A                      | 14         | 0          | CI              | 1               | 0               | UCL                | 5                  | 0                  | SI+SU+Cmc   | 0+0+1       | 0+0+1       | 21     | 1      |
| gen.-giu. 2011         | Sampdoria              | A                      | 16         | 1          | CI              | 0               | 0               | UCL+UEL            | -                  | -                  | -           | -           | -           | 16     | 1      |
| 2011-2012              | Parma                  | A                      | 38         | 6          | CI              | 0               | 0               | -                  | -                  | -                  | -           | -           | -           | 38     | 6      |
| 2012-2013              | Parma                  | A                      | 33         | 2          | CI              | 1               | 0               | -                  | -                  | -                  | -           | -           | -           | 34     | 2      |
| 2013-2014              | Parma                  | A                      | 36         | 6          | CI              | 2               | 1               | -                  | -                  | -                  | -           | -           | -           | 38     | 7      |
| 2014-apr. 2015         | Parma                  | A                      | 1          | 0          | CI              | 0               | 0               | -                  | -                  | -                  | -           | -           | -           | 1      | 0      |
| 2015-2016              | Inter                  | A                      | 20         | 1          | CI              | 4               | 0               | -                  | -                  | -                  | -           | -           | -           | 24     | 1      |
| 2016-2017              | Inter                  | A                      | 1          | 0          | CI              | 0               | 0               | UEL                | 3                  | 0                  | -           | -           | -           | 4      | 0      |
| Totale Inter           | Totale Inter           | Totale Inter           | 35         | 1          |                 | 6               | 0               |                    | 8                  | 0                  |             | 1           | 1           | 50     | 2      |
| 2017-2018              | Sparta Praga           | 1L                     | 15         | 0          | MC              | 1               | 0               | UEL                | -                  | -                  | -           | -           | -           | 16     | 0      |
| 2018-2019              | Parma                  | A                      | 13         | 0          | CI              | 1               | 0               | -                  | -                  | -                  | -           | -           | -           | 14     | 0      |
| Totale Parma           | Totale Parma           | Totale Parma           | 149        | 20         |                 | 4               | 1               |                    | 0                  | 0                  |             | 0           | 0           | 153    | 21     |
| nov. 2019-2020         | Trapani                | B                      | 12         | 0          | CI              | 0               | 0               | -                  | -                  | -                  | -           | -           | -           | 12     | 0      |
| 2020-2021              | San Fernando CD        | SDB                    | 15+6       | 4+0        | CR              | 0               | 0               | -                  | -                  | -                  | -           | -           | -           | 21     | 4      |
| 2021-2022              | San Fernando CD        | PF                     | 33         | 7          | CR              | 1               | 0               | -                  | -                  | -                  | -           | -           | -           | 34     | 7      |
| 2022-2023              | San Fernando CD        | PF                     | 34         | 7          | CR              | 0               | 0               | -                  | -                  | -                  | -           | -           | -           | 34     | 7      |
| 2023-2024              | San Fernando CD        | PF                     | 34         | 5          | CR              | 0               | 0               | -                  | -                  | -                  | -           | -           | -           | 34     | 5      |
| Totale San Fernando CD | Totale San Fernando CD | Totale San Fernando CD | 122        | 23         |                 | 1               | 0               |                    | 0                  | 0                  |             | 0           | 0           | 123    | 23     |
| 2024-2025              | Antequera              | PF                     | 35         | 6          | CR              | 0               | 0               | -                  | -                  | -                  | -           | -           | -           | 35     | 6      |
| Totale carriera        | Totale carriera        | Totale carriera        | 438        | 60         |                 | 15              | 1               |                    | 8                  | 0                  |             | 1           | 1           | 461    | 62     |

### Cronologia presenze e reti in nazionale
| Cronologia completa delle presenze e delle reti in nazionale ― Francia under 21 | Cronologia completa delle presenze e delle reti in nazionale ― Francia under 21 | Cronologia completa delle presenze e delle reti in nazionale ― Francia under 21 | Cronologia completa delle presenze e delle reti in nazionale ― Francia under 21 | Cronologia completa delle presenze e delle reti in nazionale ― Francia under 21 | Cronologia completa delle presenze e delle reti in nazionale ― Francia under 21 | Cronologia completa delle presenze e delle reti in nazionale ― Francia under 21 | Cronologia completa delle presenze e delle reti in nazionale ― Francia under 21 |
| Data                                                                            | Città                                                                           | In casa                                                                         | Risultato                                                                       | Ospiti                                                                          | Competizione                                                                    | Reti                                                                            | Note                                                                            |
| ------------------------------------------------------------------------------- | ------------------------------------------------------------------------------- | ------------------------------------------------------------------------------- | ------------------------------------------------------------------------------- | ------------------------------------------------------------------------------- | ------------------------------------------------------------------------------- | ------------------------------------------------------------------------------- | ------------------------------------------------------------------------------- |
| 20-5-2010                                                                       | Buenos Aires                                                                    | Argentina under 20                                                              | 3 – 3                                                                           | Francia under 21                                                                | Amichevole                                                                      | 1                                                                               | 85’                                                                             |
| 11-8-2010                                                                       | Vannes                                                                          | Francia under 21                                                                | 0 – 1                                                                           | Belgio under 21                                                                 | Qual. Europeo Under-21 2011                                                     | -                                                                               | 31’ - 63’                                                                       |
| 3-9-2010                                                                        | Kiev                                                                            | Ucraina under 21                                                                | 2 – 2                                                                           | Francia under 21                                                                | Qual. Europeo Under-21 2011                                                     | -                                                                               | 62’                                                                             |
| 7-9-2010                                                                        | Amiens                                                                          | Francia under 21                                                                | 2 – 0                                                                           | Malta under 21                                                                  | Qual. Europeo Under-21 2011                                                     | -                                                                               | 57’                                                                             |
| Totale                                                                          |                                                                                 | Presenze                                                                        | 4                                                                               |                                                                                 | Reti                                                                            | 1                                                                               |                                                                                 |

## Palmarès

### Competizioni giovanili
- Campionato Primavera: 1

Inter: 2006-2007

### Competizioni nazionali
- Supercoppa italiana: 1

Inter: 2010

### Competizioni internazionali
- Coppa del mondo per club: 1

Inter: 2010